# قزل قشلاق
قزل‌ قشلاق هي قرية في مقاطعة تكاب، إيران. يقدر عدد سكانها بـ 10 نسمة بحسب إحصاء 2016.